# Чудова сімка (фільм, 1960)
«Чудова сімка» (англ. The Magnificent Seven) — американський художній фільм, класичний вестерн Джона Стерджеса, адаптація філософської драми Акіри Куросави «Сім самураїв». Номінований на премію «Оскар» за музику Елмера Бернстайна. У 2013 році фільм увійшов в Національний реєстр фільмів Сполучених Штатів Америки, бувши «культурно, історично або естетично» значущим. Фільм вийшов на екрани в США 23 жовтня 1960 року.

## Сюжет
Жителі невеликого мексиканського містечка на кордоні з США звикли до того, що до них час від часу заходить бандит Кальвера і його банда, і чекають, що після збору врожаю злочинці знову їх відвідають. Відкуповуватися від бандитів вже нічим, а чинити збройний опір вони теж не можуть, так що безвихідне становище склалося. Розв'язання проблеми підказує старий чоловік, котрий живе неподалік: віддавши бідолахам золоті годинники, він радить продати їх за кордоном і купити яку-небудь зброю.
Але опинившись в США і зустрівши досвідченого стрільця, на ім'я Кріс, мексиканці дізнаються, що найманці для захисту села обійдуться значно дешевше самої зброї. Погодившись допомогти мексиканцям, Кріс набирає команду стрільців, кожен з яких ставити собі мету: хтось хоче навчитися у Кріса мистецтва поводження зі зброєю, хтось упевнений, що насправді ковбої шукають скарби, хтось хоче заробити, а хтось — не попадатися на очі захисникам закону. Тепер доля мексиканського села в їх руках.
Чудова сімка швидко наводить порядок, але Кальвері все ж вдається втекти. І тоді піймання лиходія і його соратників стає справою честі чудової сімки.

## Акторський склад
Чудова сімка
- Юл Бріннер — Кріс
- Стів Макквін — Він
- Горст Бухгольц — Чіко
- Чарлз Бронсон — Бернардо
- Джеймс Коберн — Брітт
- Роберт Вон — Лі
- Бред Декстер — Гарі Лак

Інші
- Елай Воллак — Кальвера
- Володимир Соколов — старий
- Віт Біселл — Чемлі
- Хохе Мартінез де Гойо — Гіларіо
- Розенда Монтерос — Петра
- Ріко Аланіз — Сотеро
- Натівідад Ваціо — Мігель
- Роберт Вільке — Волес
- Вол Ейвері — Генрі
- Бінг Расселл — Роберт

## Цікаві факти
- Мексиканські чиновники видали дозвіл на зйомку фільму за тієї умови, що селяни в фільмі обов'язково повинні бути одягнені в чисті білі сорочки. Крім того, вони зажадали, щоб сценарист Волтер Ньюман заздалегідь виїхав на місце зйомок, щоб познайомитися з життям мексиканських хліборобів, але Ньюман відмовився. Зміни в сценарій вносив Вільям Робертс, і вони були досить значні, так що він отримав місце в титрах як співавтор сценарію, проте Ньюман не захотів бути «співавтором» свого сценарію і в результаті зовсім зняв своє ім'я з титрів.
- Для того, щоб отримати дозвіл на зйомки в Мексиці, творцям фільму довелося внести деякі зміни в сценарій. У первісному його варіанті, як і у фільмі Куросави, старійшина відразу пропонував селянам найняти захисників, але мексиканським чиновникам цей момент не сподобався — на їхню думку, це створювало враження, ніби мексиканці не можуть самі себе захистити. В результаті у фільмі старійшина села посилає селян через кордон із завданням купити зброю.
- Акторський склад фільму набирався дуже швидко, щоб закінчити кастинг до початку чергового акторського страйку.
- На роль Віна пробувався Джин Вайлдер.
- Спочатку на роль Брітта був затверджений Стерлінг Хейден, але з невідомих причин він не зміг зніматися. Джеймса Коберна на роль Брітта запропонував Роберт Вон — вони з Коберном були друзями ще зі школи. Коберн був великим шанувальником фільму «Сім самураїв» і найбільше йому подобався самурай Кіудзо, аналогом ролі якого в «Чудовій сімці» стала якраз роль Брітта.
- Стів Макквін дуже хотів зніматися в цьому фільмі, але його відмовилися відпустити зі зйомок телесеріалу «Розшукується живим або мертвим» (1958). Маккввін, однак, розбив машину і, назвавшись хворим, знявся в «Чудовій сімці» в таємниці від телестудії.
- Майбутній знаменитий композитор Джон Вільямс брав участь у записі музики до цього фільму — він грав в оркестрі на роялі.
- На знімальному майданчику фільму Юл Бріннер відсвяткував весілля з Доріс Клейнер.
- У фіналі фільму три хлопчики приходять на могилу Бернардо, кладуть квіти й хрестяться. Двоє роблять це як католики — зліва направо. Один, той що в центрі, — справа наліво, як православний.